# 園部勝
園部 勝（そのべ まさる、1934年3月23日 - ）は、日本のスキー指導者。群馬県出身。

## 略歴
1934年、群馬県水上町出身。幼少から園部ヒュッテ前インターハイ発祥の地大穴スキー場でスキーを学ぶ。トレーニングは、主に自然の中で行いスキージャンプ、クロスカントリースキーをもこなす。そして、国内と海外レースで活躍。オリンピック候補となるが若手優先の理由で候補を外れる。その後、引退。
プロ団体「日本職業スキー教師連盟 日本職業スキー教師連盟」（SIA）を有志と発足。現在は、全日本スキー連盟（SAJ）でスキースクール代表を務める。また、苗場レーシング会員を募り数多くのレーサーを育てている。その中でワールドカップ、アルペンスキー世界選手権出場の清沢恵美子は、園部が言う「長い距離を滑らないと強くなれない」を忠実に守り都会スキーヤーにもかかわらず週末の休みには山に上がり苗場スキー場のノンストップを毎日行う。そして、優秀な選手になっている。
園部いわく「コーチ、インストラクターは、生徒に滑りを見せる必要がある」と自ら60歳過ぎまで乗鞍岳大雪渓でゲートでの前走をこなす。常に強いレーサーを育てることへの情熱は、冷めない。

## 主なスキー戦績
- 1952年 第1回全国高等学校スキー大会（インターハイ）スラローム 優勝
- 1952年 国民体育大会スキー少年の部 ジャイアントスラローム 優勝
- 1956年 国民体育大会スキー青年の部 ジャイアントスラローム 優勝
- 1956年 全日本学生スキー大会（インターカレッジ）スラローム 優勝
- 1956年 全日本学生スキー大会（インターカレッジ）ダウンヒル 優勝
- 1956年 全日本スキー選手権大会 スラローム 優勝
- 1957年 国民体育大会スキー成年の部 ジャイアントスラローム 準優勝
- 1957年 全日本学生スキー大会（インターカレッジ）スラローム 優勝
- 1957年 全日本スキー選手権大会 ジャイアントスラローム 優勝
- 1958年 全日本スキー選手権大会 ジャイアントスラローム 優勝
- 1958年 全日本スキー選手権大会 ダウンヒル 優勝
- 1958年 オーストリア・バドガシュタイン世界選手権大会に猪谷千春とともに出場 総合13位 スラローム21位
- 1958年 スイス国際競技会 3位
- 1958年 ドイツ・ガルミッシュ国際競技会 スラローム 5位

## 主な書籍
- やさしい スキースクール/基本の滑り方とうまくなるコツ：著 園部勝 撮影・高橋渡 / 出版社 永岡書店
- すぐに滑れる園部勝のスキー教本：著 園部勝 / 出版社 有紀書房
- 上級スキーへの道：著 園部勝 井上恵三 / 出版社 冬樹社
- ヴェーデルン（1965年）：著 園部勝 井上恵三 / 出版社 冬樹社